# Reinhold Kreitmeyer
Reinhold Kreitmeyer (* 23. Juli 1908 in München; † 16. Februar 1996 in Freilassing) war ein deutscher Wehrmachtsoffizier (Oberst) und Politiker (FDP). Er war von 1951 bis 1957 Mitglied des Niedersächsischen Landtages, 1954/55 Oberbürgermeister von Lüneburg sowie von 1957 bis 1965 Mitglied des Deutschen Bundestages. 

## Leben und Beruf
Nach dem Abitur auf dem Reform-Realgymnasium in München trat Kreitmeyer, der evangelischen Glaubens war, 1928 als Offiziersanwärter in die Reichswehr ein. Im Zweiten Weltkrieg wurde er 1940 Bataillonskommandeur eines Maschinengewehrverbandes und 1942 Kommandeur der Gebirgsjägerschule in Mittenwald. 1944 wurde er zum Oberst befördert. Gegen Kriegsende geriet er in Gefangenschaft, aus der er 1948 entlassen wurde. 
Anfang der 1960er Jahre war er Erster Sprecher (= Vorsitzender) des Lüneburger Männerturnvereins von 1848. In dieser Funktion unternahm er Auslandsreisen zu sportlichen Wettkämpfen.

## Partei
Kreitmeyer trat im Dezember 1948 der FDP bei. Von 1951 bis 1971 war er Vorsitzender des FDP-Bezirksverbandes Lüneburg, in den Jahren 1961/62 und 1966 bis 1969 war er Vorsitzender des FDP-Stadtverbandes Lüneburg.

## Abgeordneter
Kreitmeyer war von 1951 bis 1957 Mitglied des Niedersächsischen Landtages und dort 1955/56 Vorsitzender der FDP-Fraktion. Von 1952 bis 1972 war er auch Ratsherr in Lüneburg. Dem Deutschen Bundestag gehörte Kreitmeyer von 1957 bis 1965 an. Er war über die Landesliste Niedersachsen ins Parlament eingezogen.

## Öffentliche Ämter
Kreitmeyer war 1954/55 Oberbürgermeister der Stadt Lüneburg. Ab 1956 war er dort Senator.